# DeVlag
DeVlag, contraction de Deutsch-Vlämische Arbeitsgemeinschaft, était une organisation nationale-socialiste flamande fondée en 1936, l'une des plus collaborationnistes de Belgique lors de la Seconde Guerre mondiale. Il était dirigé par Jef van de Wiele et Rolf Wilkening (nl). Le groupe reconnaissait Hitler comme son Führer et prônait l'intégration des Flandres au sein du Troisième Reich. Le groupe le plus extrémiste parmi les organisations fascistes flamandes travaillait étroitement avec la Algemeene-SS Vlaanderen et était soutenu de près par les SS.
En 1943 ou 1944, Robert Jan Verbelen, Stafleider de DeVlag depuis 1942, créa le Veiligheidscorps (« corps de sécurité ») SS avec l'autorisation du Gruppenführer (général) Richard Jungclaus, qui était composé à la fois de membres de la Algemeene-SS Vlaanderen et de membres de De Vlag. C'est ce groupe qui assassina en 1944 Alexandre Galopin, le directeur de la Société générale de Belgique.